# Chrysopilus divisus
Chrysopilus divisus är en tvåvingeart som beskrevs av Hardy 1949. Chrysopilus divisus ingår i släktet Chrysopilus och familjen snäppflugor.
Artens utbredningsområde är Arizona. Inga underarter finns listade i Catalogue of Life.